# 汪振
汪振（1433年—？），字□□，江西南昌府豐城縣人，民籍，明朝政治人物。進士出身。

## 生平
應天府鄉試第九十七名。景泰五年（1454年）甲戌科會試第十四名，殿試登進士第三甲第一百七十二名。

## 家族
曾祖汪孟進。祖父汪□文。父亲汪□□。